# Pljačkovica
Pljačkovica (en serbe cyrillique : Пљачковица) est un village de Serbie situé sur le territoire de la Ville de Vranje, district de Pčinja. Au recensement de 2011, il ne comptait aucun habitant.

## Démographie
| 1948 | 1953 | 1961 | 1971 | 1981 | 1991 | 2002 | 2011 |
| ---- | ---- | ---- | ---- | ---- | ---- | ---- | ---- |
| 82   | 73   | 64   | 58   | 26   | 33   | 0    | 0    |

|  |